# Pnina Herzog
Pnina Herzog (geboren 1925 oder 1926; gestorben am 21. Januar 2005) war eine israelische Apothekerin und Gesundheitsbeamtin.
Sie war die Tochter von Zalman und Frieda Shachor, welche bereits in den 1940ern in Palästina lebten. 1946 schloss Pnina Shachor die höhere Schule ab und begab sich nach Manchester, um dort das Pharmaziestudium anzutreten. Später studierte sie noch in Ottawa und Washington, D.C.
Sie heiratete am 14. Februar 1952 den ihr seit Kindertagen bekannten Ja’akov Herzog; dessen Vater Rabbi Isaak HaLevy Herzog vollzog die Zeremonie. Ihr Mann war Diplomat und zwischen 1960 und 1963 Botschafter Israels in Kanada und vermittelte in den siebziger Jahren ein geheimes Abkommen zwischen Jordanien und Israel, da er gute Beziehungen zum jordanischen König Hussein hatte. Gemeinsam hatten Ja’akov und Pnina Herzog drei Kinder: Shira (geboren 1953) und Eliezra (1955) sowie Yitzhak (1967). Ihr Mann starb 1972. Sein Bruder und ihr Schwager war Chaim Herzog, zwischen 1983 und 1993 israelischer Premierminister, ein Neffe ist der Politiker Jitzchak Herzog.
Sie war ab 1964 im israelischen Gesundheitsministerium beschäftigt, zunächst als Apothekerin zur Arzneimittelregistration, später in der Arzneimittelaufsicht und als amtierende Abteilungsleiterin. Von 1985 bis 1995 war sie als Assistant Deputy Minister die Leiterin für Internationale Beziehungen des Ministeriums und knüpfte dabei zahlreiche internationale Kontakte, insbesondere in der Weltgesundheitsorganisation (WHO), wo sie ab 1983 in beratenden Gremien saß und ab 1993 im Exekutivrat, dessen Vizevorsitzende sie 1994 wurde. Sie leitete als Beamtin im Gesundheitsministerium auch Detailverhandlungen bei den Friedensdelegationen zwischen Israel und Jordanien. Sie vertrat ferner Israel auf internationalen Konferenzen zum Thema Gesundheit und Frauenangelegenheiten. Im Oktober 1994 war sie Ehrengast beim Friedensschluss zwischen Jordanien und Israel.
Sie engagierte sich auch für Frauenrechte und war zwischen 1988 und 1994 Vizepräsidentin im Internationalen Frauenrat, wo sie nach einer Pause aufgrund ihrer WHO-Tätigkeit dann ab 1997 bis 2003 über zwei Amtszeiten hinweg als Präsidentin amtierte.
Als Hobby-Aktivitäten gab sie Malen und Klavierspielen an.